# Ernst Naumann (Musiker)

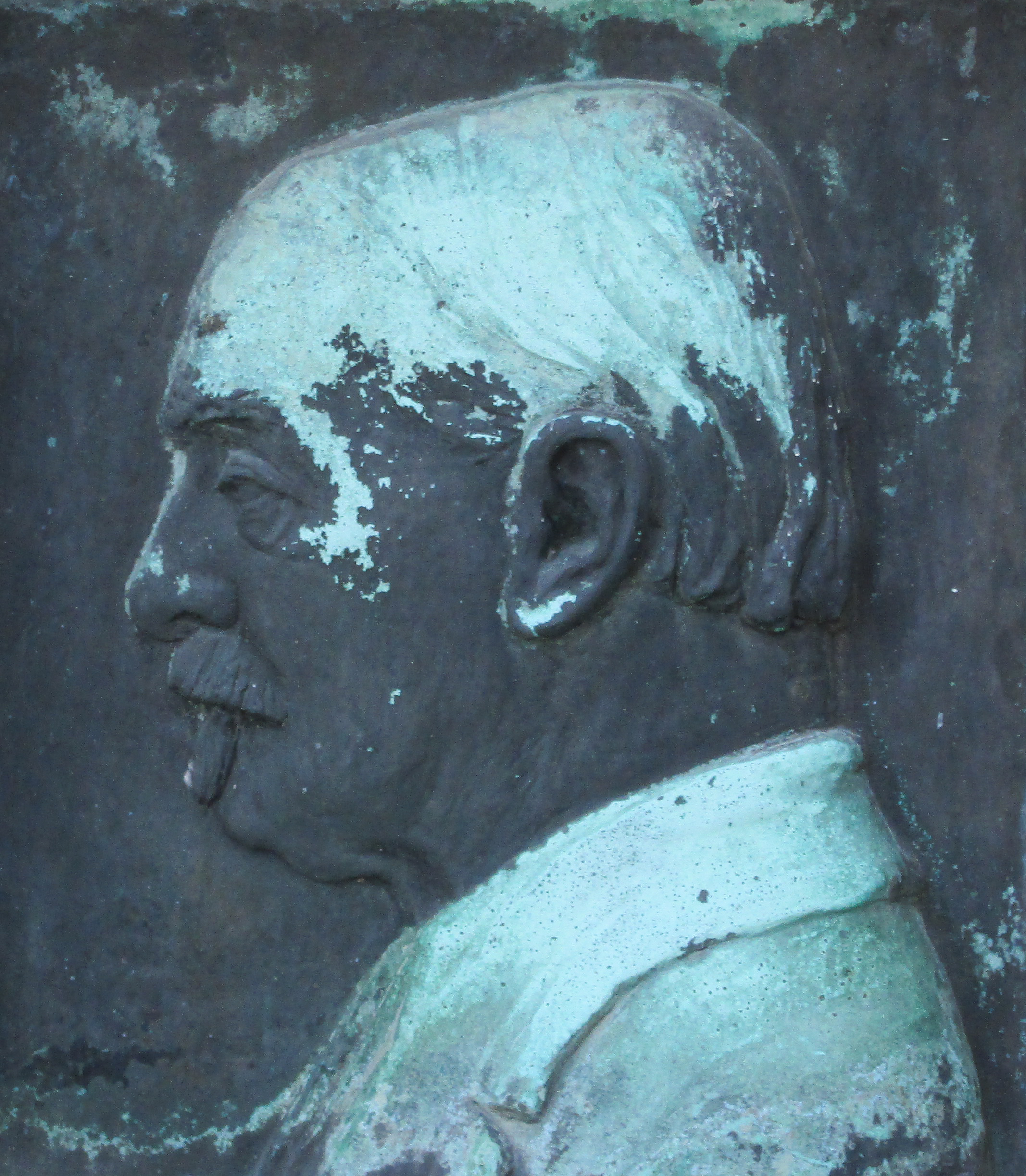
Bronze-Porträt

Karl Ernst Naumann (* 15. August 1832 in Freiberg; † 15. Dezember 1910 in Jena) war ein deutscher Organist, Komponist, Dirigent, Arrangeur und Musikwissenschaftler. Er ist vor allem durch seine Arrangements und Bearbeitungen der Musik von J.S. Bach, Mozart und Mendelssohn bekannt. Mit Schumann und Brahms war er persönlich befreundet, er dirigierte 1870 die Uraufführung der Alt-Rhapsodie.

## Leben und Wirken
Karl (auch Carl) Ernst Naumann wurde 1832 in Freiberg als Sohn des Geologen Carl Friedrich Naumann geboren. Er war ein Cousin Emil Naumanns und ein Enkel von Johann Gottlieb Naumann, beide ebenfalls Dirigenten.
Ernst Naumann studierte Orgel bei Johann Gottlob Schneider junior (1789–1864) und Komposition bei Moritz Hauptmann und Ernst Friedrich Richter. Schumann sah in ihm einen „der hochaufstrebenden Künstler der jüngsten Zeit“, deren Bahnen er „mit der größten Theilnahme“ verfolgte. Er promovierte 1858 in Leipzig mit einer musiktheoretischen Arbeit im Anschluss an M. W. Drobisch.
Von 1860 bis 1906 war er als Nachfolger von Wilhelm Stade Organist und Musikdirektor der akademischen Konzerte an der Universität Jena, ab Sommer 1878 auch Professor ebenda. Er fungierte als Direktor des akademischen Gesangvereins, der ab Sommer 1863 als Einrichtung der Universität geführt wurde.
Er arrangierte Werke von Bach, Beethoven, Mendelssohn, Mozart, Schumann und veröffentlichte Bearbeitungen von Bach, Händel und Vivaldi. Er bereitete 6 Bände mit Kantaten und Keyboard-Stücken von Bach und eine 9-bändige Bearbeitung seiner Orgel-Arbeiten zur Veröffentlichung vor. Eine Bearbeitung von Haydns Streich-Quartetten konnte er nicht mehr vollenden.
Naumann war mit Brahms und Schumann befreundet. Die Ähnlichkeiten von Brahms Musik zu späten Werken Beethovens wurden zuerst in einem Brief von Albert Dietrich an Ernst Naumann vom 5. November 1853 erwähnt. Naumann war eine der Personen, denen Dietrich im März 1858 kurz nach Schumanns Suizidversuch schrieb. Liszt schätzte seine Arbeit.
Am 3. März 1870 dirigierte Naumann den akademischen Gesangverein der Universität zur Uraufführung der Alt-Rhapsodie von Brahms mit Pauline Viardot-García als Solistin.
Naumann heiratete im Kriegswinter 1871 Anna Schirmeister (* etwa 1850, † 7. Februar 1919), Tochter eines Landwirts aus der Mark. Der Ehe entstammten (mindestens) drei Kinder; der Sohn Karl (1872–1955) wurde Maler, Sohn Ernst (1873–1968) wurde Geologe. Naumanns Ruhestätte befindet sich auf dem Jenaer Nordfriedhof. 1946 wurde die Naumannstraße in Jena-West nach ihm benannt.

## Kompositionen
Statt großen Sinfonien oder Opern beschränkte sich Naumann auf Kammermusik und Gesangsstücke. Er komponierte unter anderem folgende Werke:
- Sonate in G-Moll für Bratsche und Klavier, Op. 1 (1854)[14]
- 4 Stücke für Geige und Klavier, Op. 2 (komponiert 1859)
- 5 Lieder von Joseph von Eichendorff für Gesang und Klavier, Op. 3 (komponiert 1860); Text von Joseph von Eichendorff[15]

1. Morgen: „Fliegt der erste Morgenstrahl“
2. Nachtwanderer: „Ich wand're durch die stille Nacht“
3. Erinnerung: „Die fernen Heimathöhen“
4. Wehmut: „Ich irr' in Tal und Hainen“
5. „Grün war die Weide, der Himmel blau“

- Drei Fantasiestücke für Cello (oder Bratsche) und Klavier, Op. 4 (1861)[16]
- Drei Fantasiestücke für Bratsche (oder Geige) und Klavier, Op. 5 (1861)[16]
- Streichquartett Nr. 1 in C-Dur für 2 Geigen, 2 Bratschen und Cello, Op. 6 (1862)
- Trio in F-Moll für Geige, Bratsche und Klavier, Op. 7 (1863)
- 5 Impromptus für 4-händiges Klavier, Op. 8 (1865)
- Streichquartett in B-Dur [G-Moll?], Op. 9[17][16]
- Serenade in A-Dur, Nonett für Flöte, Oboe, Fagott, Horn, 2 Geigen, Bratsche, Cello und Kontrabass, Op. 10 (1872)
- Romanze aus dem Nonett für Geige und Klavier, Op. 10 (1874)
- 4 Lieder für vierstimmigen Männerchor a cappella, Op. 11 (1873)[15]

1. Im Frühling: „Lerchen singen in der Luft“
2. An den Vollmond: „Vollmond, schaust so klar hernieder“
3. Die Perle des Jahres: „Blau ist der Himmel, klar ist die Luft“
4. Freundschaft und Gesang: „Was in der Töne Weihestunden“

- Streichtrio in D-Dur, Op. 12 (veröffentlicht 1883; Geige, Bratsche und Cello)[18]
- Streichquintett Nr. 2 in E-Dur für 2 Geigen, 2 Bratschen und Cello, Op. 13 (veröffentlicht 1880)
- Salvum fac regem für Männerchor a cappella, Op. 14
- 3 Lieder für Gesang und Klavier, Op. 15 (1879); Text von Julius Altmann

1. Abendwolke: „Gold'ne Wolk' in stiller Höh'“
2. Trauer: „Ich kann kein Lied jetzt singen“
3. Strandlied: „Fahr' ich hin mit leichtem Kahn“

- Pastorale für Kammerorchester, Op. 16 (Flöte, 2 Oboen, 2 Klarinetten in B-Dur, 2 Fagotte, 2 Hörner in F, 2 Geigen, Bratsche, Cello, Kontrabass)[18]
- Ehre sei Gott in der Höhe für gemischten Chor a cappella
- Streichquartett in D-Moll

## Aufnahmen
Ernst Naumanns Musik wurde auf diesen CDs aufgenommen:
- Drei Fantasiestücke für Bratsche und Klavier, Op. 5; Ilya Hoffman (Bratsche), Sergey Koudriakov (Klavier)[19]
- Streichtrio in D-Dur, Op. 12; Dresdner Streichtrio[20]